# Abdel Jabar al-Okaidi
Abdel Jabar al-Okaidi (en árabe: عبد الجبار العكيدي‎, transliterado también como Abdul Jabbar al-Oqaidi, Ukaidi o al-Aqidi) es un militar sirio y excomandante del Ejército Libre Sirio. 

## Biografía
Al-Okaidi era un coronel en el Ejército Árabe Sirio que desertó a principios de 2012, durante el transcurso de la Guerra Civil Siria. Tras desertar se unió al Ejército Libre Sirio, y se convirtió en comandante y portavoz del Ejército Libre Sirio en la provincia de Alepo.
El 3 de noviembre de 2013 anunció su dimisión del Consejo Militar Revolucionario de Alepo. Como causa, citó la falta de unidad y la lucha interna entre los distintos grupos rebeldes y las constantes retiradas en las batallas, incluyendo en al-Safira.